# Sigh No More (Mumford & Sons)
Sigh No More è l'album di debutto dei Mumford & Sons, pubblicato il 2 ottobre 2009 nel Regno Unito e il 16 febbraio 2010 nel Nord America.

## Panoramica
Il lavoro ha debuttato alla posizione numero 11 della classifica britannica. Dall'album sono stati estratti i singoli Little Lion Man, Winter Winds, The Cave e Roll Away Your Stone
Nel 2010 è stata pubblicata un'edizione speciale dell'album con una bonus track, il CD live registrato all'O2 Shepherds Bush Empire di Londra e il DVD del documentario Gentlemen of the road.

## Tracce
1. Sigh No More - 3.27
2. The Cave - 3.37
3. Winter Winds - 3.39
4. Roll Away Your Stone - 4.23
5. White Blank Page - 4.14
6. I Gave You All - 4.20
7. Little Lion Man - 4.06
8. Timshel - 2.53
9. Thistle & Weeds - 4.49
10. Awake My Soul - 4.15
11. Dust Bowl Dance - 4.43
12. After The Storm - 4.03

### Bonus tracks
1. Hold On To What You Believe - 4.06

### Live at02 Shepherds Bush Empire, Londra
1. Sigh No More - 4.11
2. Winter Winds - 3.48
3. Roll Away Your Stone - 4.26
4. White Blank Page - 4.13
5. I Gave You All - 4.17
6. Awake My Soul - 4.38
7. Little Lion Man - 4.16
8. Thistle & Weeds - 5.39
9. Timshel - 3.22
10. The Cave - 4.00
11. Dust Bowl Dance - 5.31
12. Feel The Tide - 3.41

## Formazione
- Marcus Mumford - voce, chitarra, batteria, mandolino
- Winston Marshall (Country Winston) - chitarra resofonica, banjo, basso, cori
- Ben Lovett - organo, tastiere, cori
- Ted Dwane - contrabbasso, batteria, basso, cori

## Altri musicisti
- Nick Etwell - tromba, flicorno soprano
- Pete Beachill - trombone
- Nell Catchpole - violino, viola
- Christopher Allan - violoncello